# Lectio brevior potior
Lectio brevior potior és una fórmula llatina que significa « [de dues lectures] la més curta és la millor » (és a dir « la més fiable »). Lectura, en aquest ús, designa la interpretació dels caràcters o de les paraules que es llegeixen a la font examinada. (Lectio és el substantiu corresponent al verb legere « llegir »).

## Origen
Aquest principi forma part d'un conjunt de criteris establerts en el segle XVIII, en el context de la batalla cultural durant la Il·lustració, amb l'objectiu de donar una base neutra per a la descoberta de l'Urtext, superant el pes de l'autoritat i de les tradicions. El principi fou elaborat per primera vegada per Johann Albrecht Bengel, en el seu Prodromus Novi Testamenti Graeci Rectè Cautèque Adornandi (1725) i emprat concretament en el seu Novum Testamentum Graecum (1734).

## Aplicació
És un dels principis claus en crítica textual, especialment en la crítica textual bíblica. El principi es basa en l'acceptació general de que els copistes sempre van mostrar més tendència a embellir i harmonitzar els documents, afegint'hi text que no pas eliminant-ne. Per tant, quan es comparen dos o més manuscrits del mateix text, es considera que les lectures més curtes tenen més probabilitat de ser més properes a l'original. L'altra regla fonamental és aquella de la Lectio difficilior potior (« La lliçó més difícil és la millor »).